# Barbarber
Barbarber (ook wel aangeduid met BBB) was, zoals het zichzelf omschreef, een tijdschrift voor teksten.

## Geschiedenis
Barbarber werd in 1958 opgericht door J. Bernlef, K. Schippers, G. Brands en Frits Jacobsen (vertrok na het eerste nummer) en heeft bestaan tot 1972. In totaal verschenen er 87 edities. De meeste nummers hebben een langwerpig formaat: een in de lengte gevouwen A-viertje.
Het blad richtte zich op het publiceren van alle mogelijke teksten: gedichten en verhalen, maar ook tekeningen en foto's. De teksten zijn vaak op het oog alledaags, maar hebben een sterke poëtische lading.
De 'Zestigers' die dit tijdschrift oprichtten, verzetten zich tegen de verbale capriolen en de vergezochte beelden van de  Vijftigers, die nog maar nauwelijks als poëtische vernieuwers geaccepteerd waren. Zij pleitten juist voor realisme, voor een vergrootglas op de alledaagse werkelijkheid. Barbarber vertegenwoordigt de internationale stroming van het neorealisme.
Een van de tekstvormen die in Barbarber de ruimte kreeg was de readymade, een 'gevonden' tekst, zoals een boodschappenlijstje of een briefje dat ergens is aangetroffen. Door de aandacht van de dichter krijgt zo'n tekst een poëtische lading. Buddingh', Bernlef en Schippers zijn bekende beoefenaars van deze kunstvorm.
Bij wijze van hommage aan Barbarber richtte de Apeldoornse dichter Willem Bierman in 1985 het tijdschrift Prado op, dat qua inhoud verwant is aan Barbarber. Dit tijdschrift werd in 2015 door de oprichter opgeheven.

## Typerende BBB-teksten
DE ONTDEKKING
Als je goed om
je heen kijkt
zie je dat alles
gekleurd is
— K. Schippers
FATUM
De hond drinkt uit zijn spiegelbeeld
het hele plasje leeg.
— Chr. J. van Geel
- Geen schaartje

'hé dat lijkt wel een schaartje,
wat daar op de grond ligt,' dacht ik,
'een stoffig, grijsgroen schaartje'
maar toen ik beter keek zag ik
dat het geen schaartje was,
maar een elastiekje, ineengekringeld
in de vorm van het schaartje
— C. Buddingh